# Кайми, Джузеппе
Джузеппе Кайми (итал. Giuseppe Caimi, 30 декабря 1890, Милан, Италия — 14 декабря 1917, Равенна, Италия) — итальянский футболист, игравший на позиции полузащитника. Прежде всего известный по выступлениям за клуб «Интернационале».

## Футбольная карьера
Во взрослом футболе дебютировал в 1911 году выступлениями за команду клуба «Интернационале», цвета которого и защищал на протяжении всей своей карьеры, которая длилась три года.
В 1912 году привлекался в состав национальной сборной Италии, которая принимала участие в футбольном турнире на Олимпийских играх 1912 года в Стокгольме. Однако ни разу на поле в официальных матчах сборной не выходил.

## Участие в Первой мировой войне
С началом Первой мировой войны был мобилизован в ряды итальянской армии. Проходил службу в 7-м альпийском полку, в котором командовал разведывательным взводом. Имел воинское звание лейтенанта.
Принимал участие в военных действиях против австро-венгерских войск в Северной Италии, прежде всего в горных регионах в районе реки Пьяве. Погиб в бою 14 декабря 1917 года. Посмертно награждён Золотой медалью «За воинскую доблесть».